# Procol's Ninth
Albums de Procol Harum
Exotic Birds and Fruit
(1974) Something Magic
(1976)
Singles
1. Pandora's Box
Sortie : juillet 1975
2. The Final Thrust
Sortie : octobre 1975

Procol's Ninth est le huitième album studio du groupe britannique de rock Procol Harum. Il est sorti en 1975 sur le label Chrysalis Records.

## Histoire
Procol's Ninth marque une rupture avec les précédents disques de Procol Harum. Le producteur habituel du groupe, Chris Thomas, est remplacé par le duo d'auteurs-compositeurs américains Jerry Leiber et Mike Stoller. Les musiciens optent également pour un nouveau studio d'enregistrement, délaissant les studios AIR au profit des studios Ramport (en), dans le quartier londonien de Battersea.
Procol's Ninth est le premier album de Procol Harum à inclure des reprises : Eight Days a Week des Beatles et I Keep Forgetting, une composition de Leiber et Stoller enregistrée en 1962 par Chuck Jackson.
Le premier single extrait de l'album, Pandora's Box, se classe no 16 des ventes au Royaume-Uni. Il s'agit d'une chanson qui remonte aux débuts du groupe et dont une version de travail enregistrée vers 1967 figure sur la compilation Pandora's Box, sortie en 1998.

## Fiche technique

### Chansons
Toutes les paroles sont écrites par Keith Reid (en), toute la musique est composée par Gary Brooker, sauf mention contraire.
| 1. | Pandora's Box    | 3:36 |
| 2. | Fool's Gold      | 3:58 |
| 3. | Taking the Time  | 3:37 |
| 4. | The Unquiet Zone | 3:39 |
| 5. | The Final Thrust | 4:35 |

| 6.  | I Keep Forgetting  | Jerry Leiber, Mike Stoller  | 3:25 |
| 7.  | Without a Doubt    |                             | 4:29 |
| 8.  | The Piper's Tune   |                             | 5:21 |
| 9.  | Typewriter Torment |                             | 4:27 |
| 10. | Eight Days a Week  | John Lennon, Paul McCartney | 2:54 |

La réédition parue chez Salvo Records en 2009 inclut trois chansons supplémentaires :
| 11. | The Unquiet Zone | 4:23 |
| 12. | Taking the Time  | 4:34 |
| 13. | Fool's Gold      | 3:53 |

### Musiciens
- Gary Brooker : chant, piano
- Alan Cartwright (en) : basse
- Chris Copping (en) : orgue Hammond
- Mick Grabham (en) : guitare
- Keith Reid (en) : paroles
- B. J. Wilson : batterie